# Нехо (кратер)
Кра́тер Не́хо (лат. Necho) — великий метеоритний кратер в екваторіальній області зворотного боку Місяця. Названий на честь давньоєгипетського фараона Нехо II (610–593 до н. е.), назву затверджено Міжнародним астрономічним союзом 1976 року. Утворення кратера належить до коперниківського періоду.

## Опис

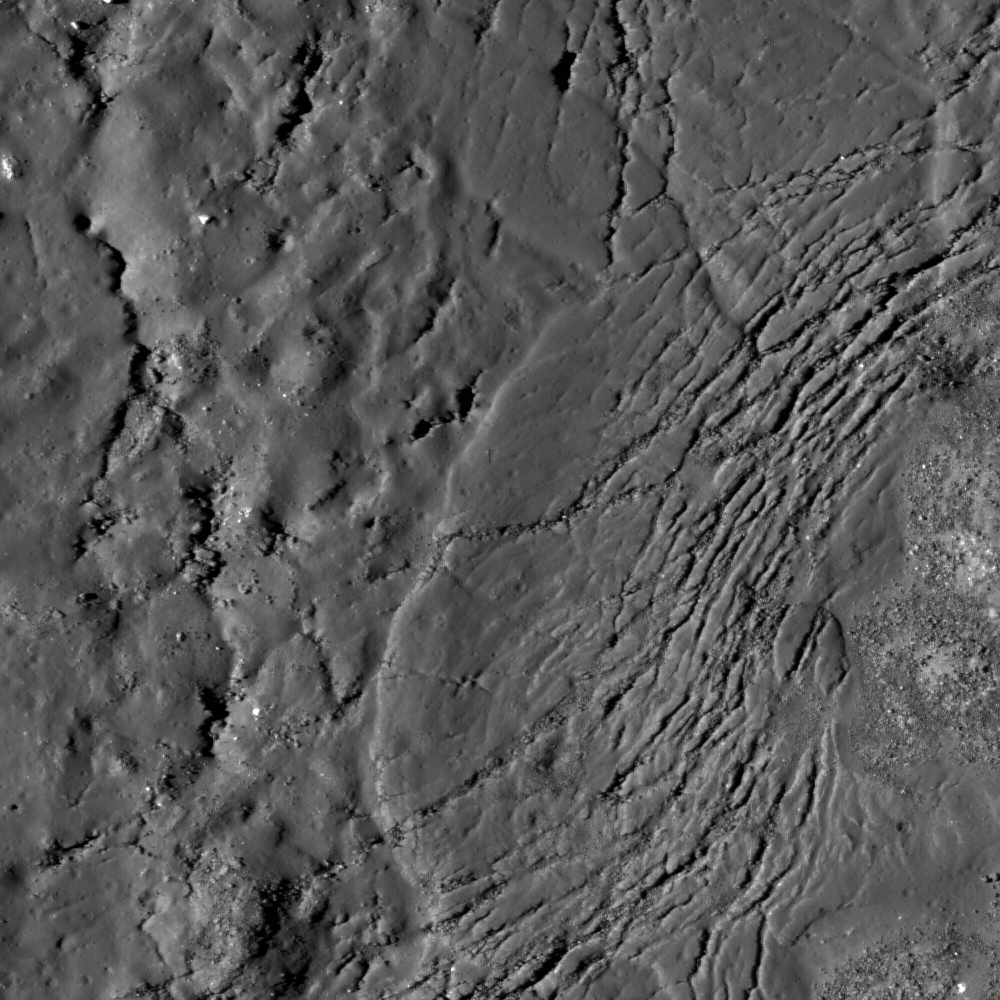
Тріщини у чаші кратера Нехо. Знімок зонду Lunar Reconnaissance Orbiter. Ширина знімка 1040 м

Найближчими сусідами кратера є кратери Везалій на північному заході, Бечварж на північному сході, Лав на сході, Перепьолкін на південному сході, Данжон на півдні та Лангемак на південному заході. Селенографічні координати центру кратера 5°15′ пд. ш. 123°14′ сх. д. / 5.25° пд. ш. 123.24° сх. д., діаметр 36,9 км, глибина 2,0 км.
Кратер Нехо має полігональну форму з невеликими виступом у південно-східній частині та практично не зруйнований. Лежить у південно-західній частині валу великого безіменного кратера діаметром близько 200 км. Вал із чітко окресленою кромкою, у західній частині — подвійний. Внутрішній вал гладкий, з високим альбедо, у західній частині має терасоподібну структуру та значно більш широкий. Висота валу над навколишньою місцевістю сягає 920 м, об'єм кратера становить близько 610 км³. Дно чаші з високим альбедо, пересічене за винятком невеликих ділянок у східній та північній частинах, за рахунок нерівномірної ширини внутрішнього схилу центр чаші зміщений на схід. У західній частині чаші розташовано кілька хребтів концентричних відносно до західної частини валу. Дещо на північ від центру чаші лежить група центральних піків та окремих пагорбів. Розплав лави у чаші кратера, що утворився під час формування кратера, під час подальшого застигання вкрився мережею тріщин завширшки 10 — 15 м.
Кратер оточений областю порід з високим альбедо, викинутих під час його утворення, діаметром у кілька діаметрів самого кратера, окремі промені тягнуться на значну відстань.

## Сателітні кратери

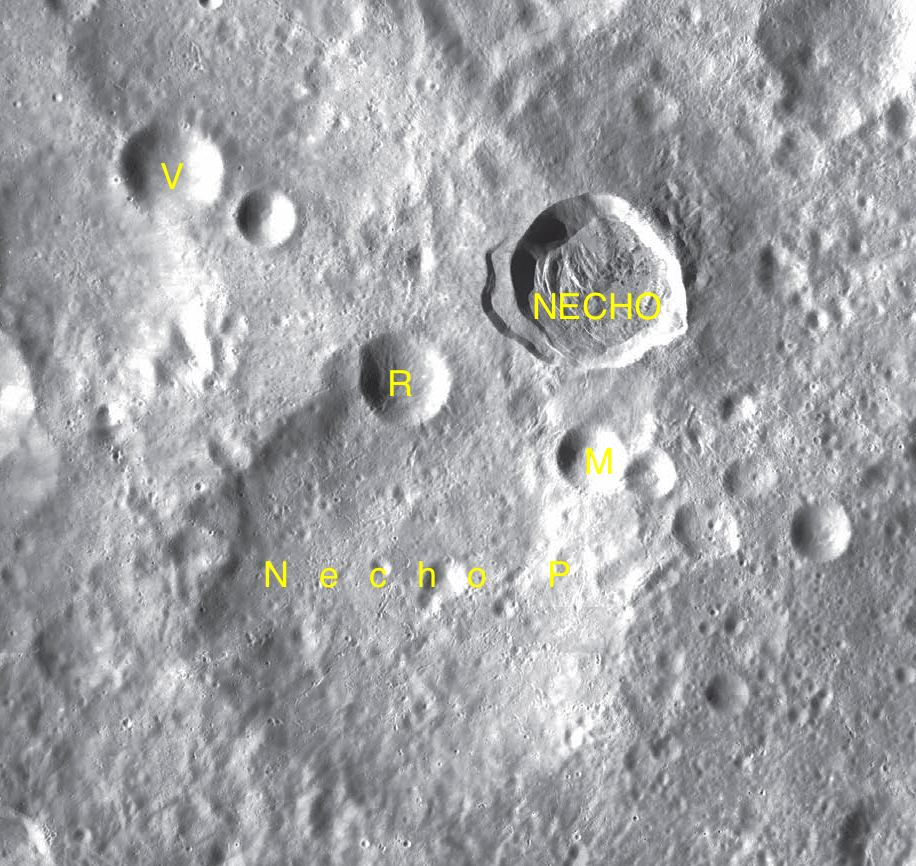
Фрагмент карти LAC-83

| Нехо | Координати                                                | Діаметр, км |
| ---- | --------------------------------------------------------- | ----------- |
| M    | 6°14′ пд. ш. 123°16′ сх. д. / 6.23° пд. ш. 123.27° сх. д. | 12,2        |
| P    | 6°59′ пд. ш. 122°17′ сх. д. / 6.99° пд. ш. 122.28° сх. д. | 75,3        |
| R    | 5°46′ пд. ш. 122°13′ сх. д. / 5.77° пд. ш. 122.21° сх. д. | 16,8        |
| V    | 4°35′ пд. ш. 120°53′ сх. д. / 4.59° пд. ш. 120.88° сх. д. | 17,2        |

## Галерея

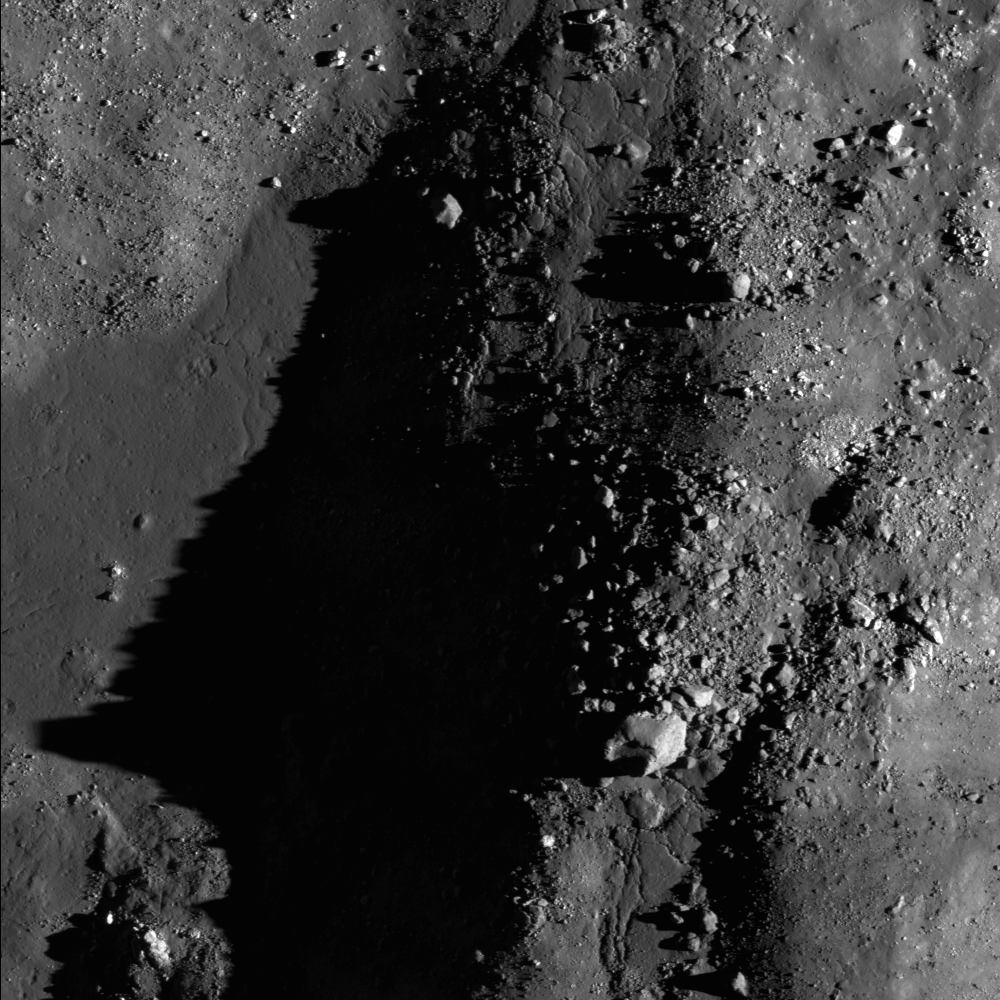
Фрагмент північно-західної частини чаші кратера Нехо. Знімок Lunar Reconnaissance Orbiter. Ширина знімку близько 960 м
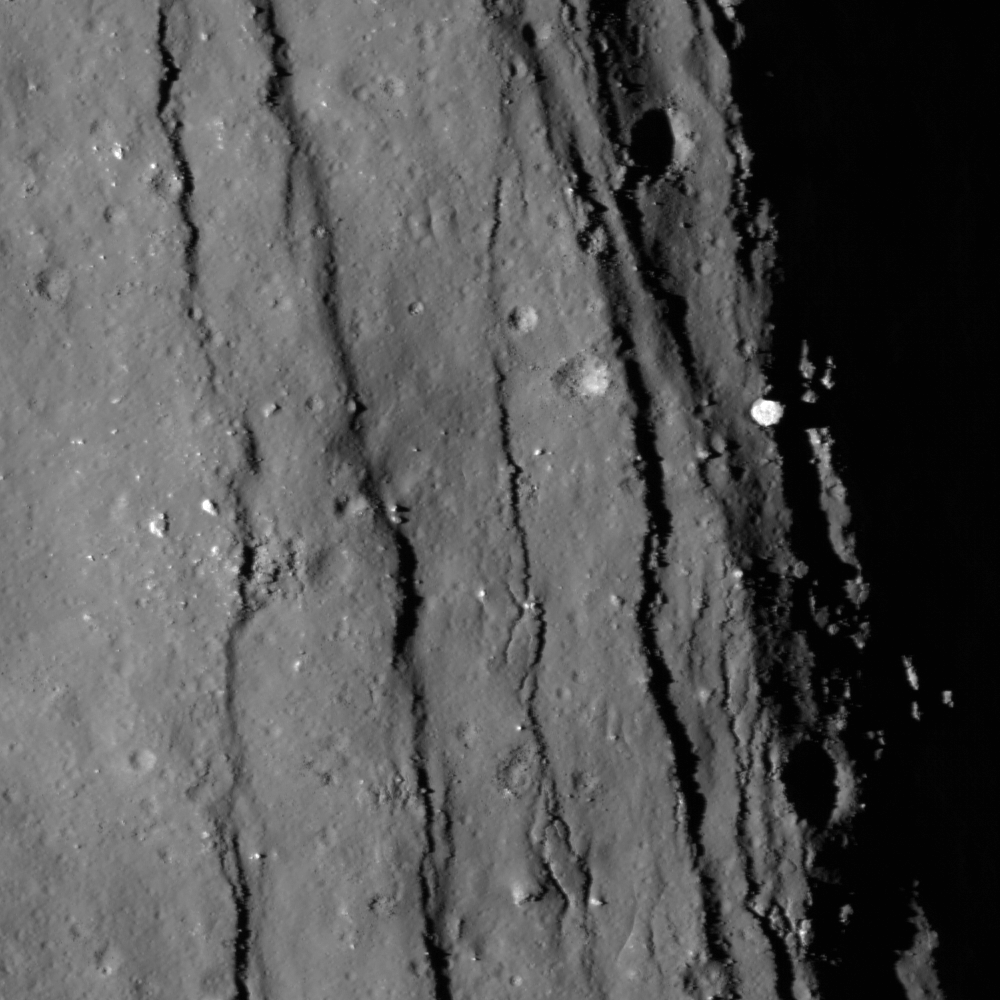
Терасоподібна структура у західній частині внутрішнього схилу кратера. Знімок Lunar Reconnaissance Orbiter. Ширина знімку близько 660 м